# Tour du Portugal 2025
La 86e édition du Tour du Portugal Continente organisée par la Fédération portugaise de cyclisme, a lieu du 6 au 17 août 2025. La course, qui est inscrite au calendrier de l'UCI Europe Tour 2025 en catégorie 2.1, est composée d'un prologue et de dix étapes, dont un contre-la-montre individuel final.

## Présentation

### Parcours
Le Tour du Portugal commence par un prologue dans la ville de Maia située dans le district de Porto et la région Nord du pays.
Après ce prologue, le peloton entame les premières difficultés avec une ascension classée en deuxième catégorie vers la Basilique Notre-Dame de Sameiro à Braga lors de la 1re étape. Les coureurs enchainent les étapes dans la  région Nord avec des arrivées à Fafe, Bragança ou encore à Mondim de Basto avec la fameuse montée do Alto da Senhora da Graça.

La première semaine de course se termine a Viseu avant la journée de repos du 12 août.
La seconde partie du Tour comporte cinq étapes avec des arrivées à Guarda, suivi de la mythique montée do Alto da Torre na Serra da Estrela lors de la 7e étape. Une arrivée à Santarém avant de franchir la dernière difficulté en arrivant à Serra de Montejunto.

Cette 86e édition du Tour du Portugal s'achève avec un contre-la-montre individuel à Lisbonne.

### Équipes
Classé en catégorie 2.1 de l'UCI Europe Tour, le Tour du Portugal est par conséquent ouvert aux WorldTeams dans la limite de 50 % des équipes participantes, aux UCI ProTeam, aux équipes continentales et aux équipes nationales.
Seize équipes participent à ce Tour du Portugal, une équipe de l'UCI ProTeam et quinze équipes continentales :
| ProTeam- Caja Rural-Seguros RGA Équipes continentales (15)- Anicolor/Tien 21 - Tavfer-Ovos Matinados-Mortágua - Rádio Popular-Paredes-Boavista - GI Group Holding-Simoldes-UDO - Feirense-Beeceler - Efapel Cycling - Aviludo-Louletano-Loulé - AP Hotels & Resorts-Tavira-SC Farense - Credibom-LA Alumínios-Marcos Car - Illes Balears Arabay - Atom 6 Bikes-Decca Continental Team - Petrolike - Project Echelon Racing - Team Skyline - Israel Premier Tech Academy |
| |

## Étapes
L'édition 2025 du Tour du Portugal est composée de onze étapes pour un total de 1 581 kilomètres à parcourir. Le 12 août est la journée de repos.
| Étape     | Date    | Villes étapes                 |                             | Distance (km)    | Vainqueur d’étape | Leader du classement général |
| --------- | ------- | ----------------------------- | --------------------------- | ---------------- | ----------------- | ---------------------------- |
| Prologue  | 6 août  | Maia - Maia                   | Contre-la-montre individuel | 3,4              | Rafael Reis       | Rafael Reis                  |
| 1re étape | 7 août  | Viana do Castelo - Braga      | Étape de moyenne montagne   | 162,3            | Nicolás Tivani    | Rafael Reis                  |
| 2e étape  | 8 août  | Felgueiras - Fafe             | Étape vallonnée             | 167,9            | Pau Martí         | Pau Martí                    |
| 3e étape  | 9 août  | Boticas - Bragança            | Étape de moyenne montagne   | 185,2            | Hugo Nunes        | Pau Martí                    |
| 4e étape  | 10 août | Bragança - Mondim de Basto    | Étape de montagne           | 182,9            | Byron Munton      | Artem Nych                   |
| 5e étape  | 11 août | Lamego - Viseu                | Étape vallonnée             | 155,5            | Brady Gilmore     | Artem Nych                   |
|           | 12 août |                               | Jour de repos               | Journée de repos | Journée de repos  | Journée de repos             |
| 6e étape  | 13 août | Águeda - Guarda               | Étape de moyenne montagne   | 175,2            | Brady Gilmore     | Artem Nych                   |
| 7e étape  | 14 août | Sabugal - Covilhã (Torre)     | Étape de montagne           | 179,3            | Jonathan Caicedo  | Artem Nych                   |
| 8e étape  | 15 août | Ferreira do Zêzere - Santarém | Étape vallonnée             | 178,2            | Rotem Tene        | Artem Nych                   |
| 9e étape  | 16 août | Alcobaça - Montejunto         | Étape de montagne           | 174,4            | Nicolás Tivani    | Artem Nych                   |
| 10e étape | 17 août | Lisbonne - Lisbonne           | Contre-la-montre individuel | 16,7             | Rafael Reis       | Artem Nych                   |

## Déroulement de la course

### Prologue
Maia - Maia : 3,4 km
| Classement du prologue | Classement du prologue | Classement du prologue | Classement du prologue                | Classement du prologue |
|                        | Coureur                | Pays                   | Équipe                                | Temps                  |
| ---------------------- | ---------------------- | ---------------------- | ------------------------------------- | ---------------------- |
| 1er                    | Rafael Reis            | Portugal               | Anicolor-Tien 21                      | en 3 min 51 s          |
| 2e                     | Iúri Leitão            | Portugal               | Caja Rural-Seguros RGA                | + 3 s                  |

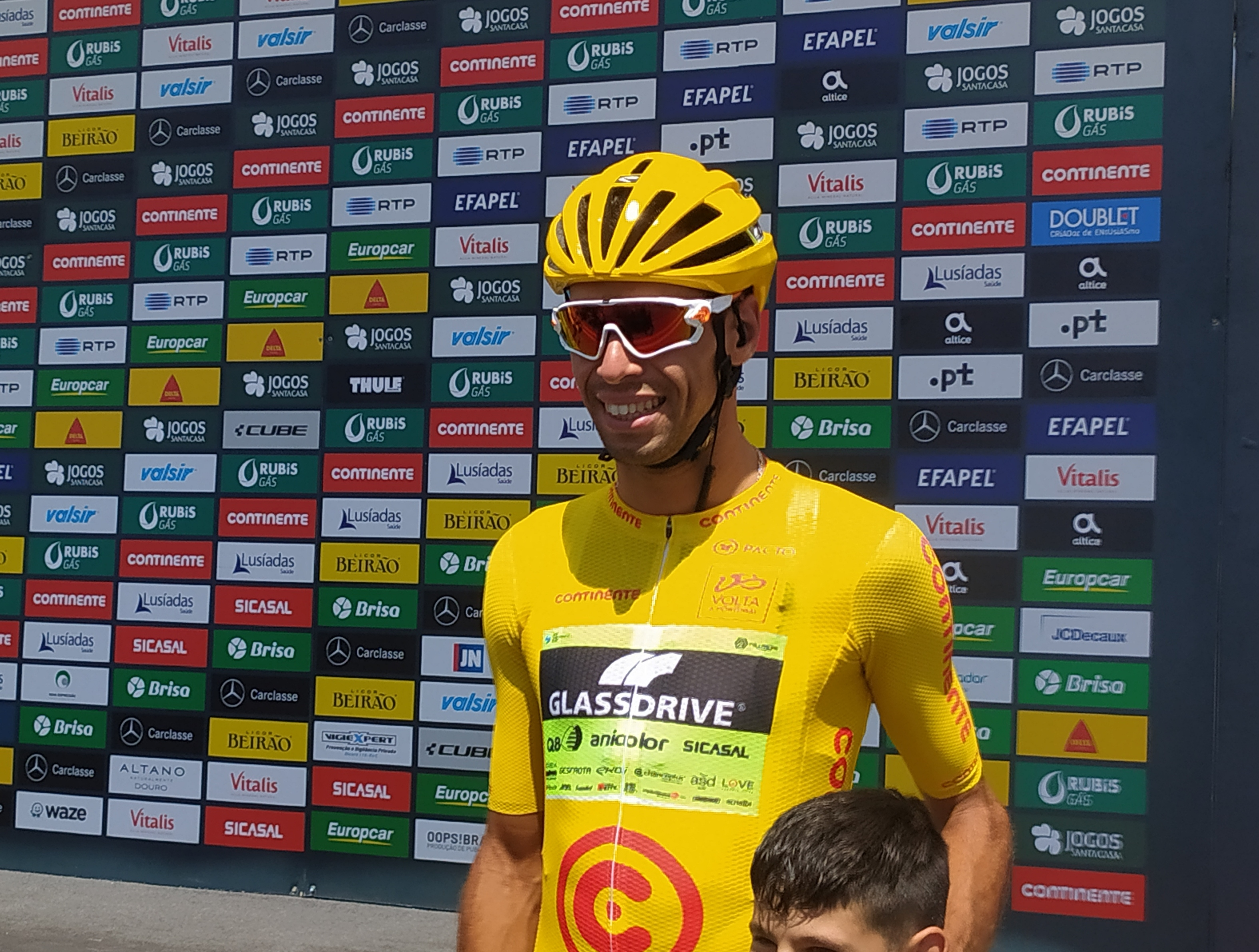
Rafael Reis, vainqueur du prologue et premier maillot jaune du tour.

| 3e                     | Jens Verbrugghe        | Belgique               | Israel Premier Tech Academy           | + 4 s                  |
| 4e                     | Daniel Dias            | Portugal               | Rádio Popular-Paredes-Boavista        | + 7 s                  |
| 5e                     | Artem Nych             | Russie                 | Anicolor-Tien 21                      | m.t                    |
| 6e                     | Miguel Salgueiro       | Portugal               | AP Hotels & Resorts-Tavira-SC Farense | m.t                    |
| 7e                     | Pau Martí              | Espagne                | Israel Premier Tech Academy           | + 9 s                  |
| 8e                     | Brady Gilmore          | Australie              | Israel Premier Tech Academy           | m.t                    |
| 9e                     | Tiago Antunes          | Portugal               | Efapel Cycling                        | + 10 s                 |
| 10e                    | Zac Marriage           | Australie              | Israel Premier Tech Academy           | m.t                    |
| modifier               |                        |                        |                                       |                        |

| Classement général | Classement général | Classement général | Classement général                    | Classement général |
|                    | Coureur            | Pays               | Équipe                                | Temps              |
| ------------------ | ------------------ | ------------------ | ------------------------------------- | ------------------ |
| 1er                | Rafael Reis        | Portugal           | Anicolor-Tien 21                      | en 3 min 51 s      |
| 2e                 | Iúri Leitão        | Portugal           | Caja Rural-Seguros RGA                | + 3 s              |
| 3e                 | Jens Verbrugghe    | Belgique           | Israel Premier Tech Academy           | + 4 s              |
| 4e                 | Daniel Dias        | Portugal           | Rádio Popular-Paredes-Boavista        | + 7 s              |
| 5e                 | Artem Nych         | Russie             | Anicolor-Tien 21                      | m.t                |
| 6e                 | Miguel Salgueiro   | Portugal           | AP Hotels & Resorts-Tavira-SC Farense | m.t                |
| 7e                 | Pau Martí          | Espagne            | Israel Premier Tech Academy           | + 9 s              |
| 8e                 | Brady Gilmore      | Australie          | Israel Premier Tech Academy           | m.t                |
| 9e                 | Tiago Antunes      | Portugal           | Efapel Cycling                        | + 10 s             |
| 10e                | Zac Marriage       | Australie          | Israel Premier Tech Academy           | m.t                |
| modifier           |                    |                    |                                       |                    |

| Classement général du meilleur jeune | Classement général du meilleur jeune | Classement général du meilleur jeune | Classement général du meilleur jeune | Classement général du meilleur jeune |
|                                      | Coureur                              | Pays                                 | Équipe                               | Temps                                |
| ------------------------------------ | ------------------------------------ | ------------------------------------ | ------------------------------------ | ------------------------------------ |
| 1er                                  | Jens Verbrugghe                      | Belgique                             | Israel Premier Tech Academy          | en 3 min 55 s                        |
| 2e                                   | Pau Martí                            | Espagne                              | Israel Premier Tech Academy          | + 5 s                                |
| 3e                                   | Zac Marriage                         | Australie                            | Israel Premier Tech Academy          | + 6 s                                |
| modifier                             |                                      |                                      |                                      |                                      |

| Classement par équipes | Classement par équipes      | Classement par équipes | Classement par équipes |
|                        | Équipe                      | Pays                   | Temps                  |
| ---------------------- | --------------------------- | ---------------------- | ---------------------- |
| 1re                    | Anicolor-Tien 21            | Portugal               | en 11 min 53 s         |
| 2e                     | Israel Premier Tech Academy | Israël                 | + 2 s                  |
| 3e                     | Caja Rural-Seguros RGA      | Espagne                | + 11 s                 |
| modifier               |                             |                        |                        |

### 1reétape
Viana do Castelo - Braga : 162,3 km
| Classement de la 1re étape | Classement de la 1re étape | Classement de la 1re étape | Classement de la 1re étape            | Classement de la 1re étape |
|                            | Coureur                    | Pays                       | Équipe                                | Temps                      |
| -------------------------- | -------------------------- | -------------------------- | ------------------------------------- | -------------------------- |
| 1er                        | Nicolás Tivani             | Argentine                  | Aviludo-Louletano-Loulé               | en 3 h 56 min 4 s          |

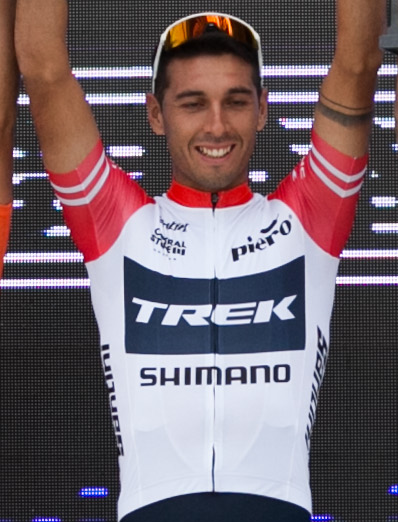
Nicolás Tivani, vainqueur au sprint de la 1re étape et maillot orange du classement par points

| 2e                         | Jesús David Peña           | Colombie                   | AP Hotels & Resorts-Tavira-SC Farense | m.t                        |
| 3e                         | Brady Gilmore              | Australie                  | Israel Premier Tech Academy           | m.t                        |
| 4e                         | Artem Nych                 | Russie                     | Anicolor-Tien 21                      | m.t                        |
| 5e                         | João Medeiros              | Portugal                   | Credibom-LA Alumínios-Marcos Car      | m.t                        |
| 6e                         | Lucas Lopes                | Portugal                   | Rádio Popular-Paredes-Boavista        | m.t                        |
| 7e                         | Julen Arriolabengoa        | Espagne                    | Caja Rural-Seguros RGA                | m.t                        |
| 8e                         | Emanuel Duarte             | Portugal                   | Credibom-LA Alumínios-Marcos Car      | m.t                        |
| 9e                         | Pau Martí                  | Espagne                    | Israel Premier Tech Academy           | m.t                        |
| 10e                        | Adrián Bustamante          | Colombie                   | GI Group Holding-Simoldes-UDO         | m.t                        |
| modifier                   |                            |                            |                                       |                            |

| Classement général | Classement général | Classement général | Classement général               | Classement général |
|                    | Coureur            | Pays               | Équipe                           | Temps              |
| ------------------ | ------------------ | ------------------ | -------------------------------- | ------------------ |
| 1er                | Rafael Reis        | Portugal           | Anicolor-Tien 21                 | en 3 h 59 min 55 s |
| 2e                 | Nicolás Tivani     | Argentine          | Aviludo-Louletano-Loulé          | + 2 s              |
| 3e                 | Brady Gilmore      | Australie          | Israel Premier Tech Academy      | + 5 s              |
| 4e                 | Artem Nych         | Russie             | Anicolor-Tien 21                 | + 7 s              |
| 5e                 | Pau Martí          | Espagne            | Israel Premier Tech Academy      | + 9 s              |
| 6e                 | Tiago Antunes      | Portugal           | Efapel Cycling                   | + 10 s             |
| 7e                 | Byron Munton       | Afrique du Sud     | Feirense-Beeceler                | m.t                |
| 8e                 | Emanuel Duarte     | Portugal           | Credibom-LA Alumínios-Marcos Car | + 12 s             |
| 9e                 | Alexis Guérin      | France             | Anicolor-Tien 21                 | m.t                |
| 10e                | Edgar Cadena       | Mexique            | Petrolike                        | + 0 s              |
| modifier           |                    |                    |                                  |                    |

| Classement par points | Classement par points | Classement par points | Classement par points                 | Classement par points |
| --------------------- | --------------------- | --------------------- | ------------------------------------- | --------------------- |
|                       | Coureur               | Pays                  | Équipe                                | Point(s)              |
| 1er                   | Nicolás Tivani        | Argentine             | Aviludo-Louletano-Loulé               | 15 points             |
| 2e                    | Jesús David Peña      | Colombie              | AP Hotels & Resorts-Tavira-SC Farense | 10 pts                |
| 3e                    | Miquel Valls          | Espagne               | GI Group Holding-Simoldes-UDO         | 8 pts                 |
| modifier              |                       |                       |                                       |                       |

| Classement de la montagne | Classement de la montagne | Classement de la montagne | Classement de la montagne        | Classement de la montagne |
| ------------------------- | ------------------------- | ------------------------- | -------------------------------- | ------------------------- |
|                           | Coureur                   | Pays                      | Équipe                           | Point(s)                  |
| 1er                       | Nicolás Tivani            | Argentine                 | Aviludo-Louletano-Loulé          | 10 points                 |
| 2e                        | Hugo Nunes                | Portugal                  | Credibom-LA Alumínios-Marcos Car | 10 pts                    |
| 3e                        | Daniel Dias               | Portugal                  | Rádio Popular-Paredes-Boavista   | 10 pts                    |
| modifier                  |                           |                           |                                  |                           |

| Classement général du meilleur jeune | Classement général du meilleur jeune | Classement général du meilleur jeune | Classement général du meilleur jeune | Classement général du meilleur jeune |
|                                      | Coureur                              | Pays                                 | Équipe                               | Temps                                |
| ------------------------------------ | ------------------------------------ | ------------------------------------ | ------------------------------------ | ------------------------------------ |
| 1er                                  | Pau Martí                            | Espagne                              | Israel Premier Tech Academy          | en 4 h 0 min 4 s                     |
| 2e                                   | Lucas Lopes                          | Portugal                             | Rádio Popular-Paredes-Boavista       | + 8 s                                |
| 3e                                   | Zac Marriage                         | Australie                            | Israel Premier Tech Academy          | + 15 s                               |
| modifier                             |                                      |                                      |                                      |                                      |

| Classement par équipes | Classement par équipes                | Classement par équipes | Classement par équipes |
|                        | Équipe                                | Pays                   | Temps                  |
| ---------------------- | ------------------------------------- | ---------------------- | ---------------------- |
| 1re                    | Anicolor-Tien 21                      | Portugal               | en 12 h 0 min 5 s      |
| 2e                     | Israel Premier Tech Academy           | Israël                 | + 17 s                 |
| 3e                     | AP Hotels & Resorts-Tavira-SC Farense | Portugal               | + 24 s                 |
| modifier               |                                       |                        |                        |

### 2eétape
Felgueiras  - Fafe : 167,9 km
| Classement de la 2e étape | Classement de la 2e étape | Classement de la 2e étape | Classement de la 2e étape             | Classement de la 2e étape |
|                           | Coureur                   | Pays                      | Équipe                                | Temps                     |
| ------------------------- | ------------------------- | ------------------------- | ------------------------------------- | ------------------------- |
| 1er                       | Pau Martí                 | Espagne                   | Israel Premier Tech Academy           | en 4 h 0 min 33 s         |
| 2e                        | Artem Nych                | Russie                    | Anicolor-Tien 21                      | m.t                       |
| 3e                        | Jesús David Peña          | Colombie                  | AP Hotels & Resorts-Tavira-SC Farense | m.t                       |
| 4e                        | Edgar Cadena              | Mexique                   | Petrolike                             | + 2 s                     |
| 5e                        | Alexis Guérin             | France                    | Anicolor-Tien 21                      | m.t                       |
| 6e                        | Moritz Kretschy           | Allemagne                 | Israel Premier Tech Academy           | + 11 s                    |
| 7e                        | Francisco Peñuela         | Venezuela                 | Caja Rural-Seguros RGA                | m.t                       |
| 8e                        | Tiago Antunes             | Portugal                  | Efapel Cycling                        | m.t                       |
| 9e                        | Pedro Silva               | Portugal                  | Anicolor-Tien 21                      | m.t                       |
| 10e                       | Raúl Rota                 | Espagne                   | Rádio Popular-Paredes-Boavista        | m.t                       |
| modifier                  |                           |                           |                                       |                           |

| Classement général | Classement général | Classement général | Classement général                    | Classement général |
|                    | Coureur            | Pays               | Équipe                                | Temps              |
| ------------------ | ------------------ | ------------------ | ------------------------------------- | ------------------ |
| 1er                | Pau Martí          | Espagne            | Israel Premier Tech Academy           | en 8 h 0 min 27 s  |
| 2e                 | Artem Nych         | Russie             | Anicolor-Tien 21                      | + 2 s              |
| 3e                 | Rafael Reis        | Portugal           | Anicolor-Tien 21                      | + 15 s             |
| 4e                 | Alexis Guérin      | France             | Anicolor-Tien 21                      | m.t                |
| 5e                 | Jesús David Peña   | Colombie           | AP Hotels & Resorts-Tavira-SC Farense | + 16 s             |
| 6e                 | Edgar Cadena       | Mexique            | Petrolike                             | + 18 s             |
| 7e                 | Tiago Antunes      | Portugal           | Efapel Cycling                        | + 22 s             |
| 8e                 | Byron Munton       | Afrique du Sud     | Feirense-Beeceler                     | + 25 s             |
| 9e                 | Emanuel Duarte     | Portugal           | Credibom-LA Alumínios-Marcos Car      | + 27 s             |
| 10e                | Afonso Silva       | Portugal           | AP Hotels & Resorts-Tavira-SC Farense | + 32 s             |
| modifier           |                    |                    |                                       |                    |

| Classement par points | Classement par points | Classement par points | Classement par points                 | Classement par points |
| --------------------- | --------------------- | --------------------- | ------------------------------------- | --------------------- |
|                       | Coureur               | Pays                  | Équipe                                | Point(s)              |
| 1er                   | Pau Martí             | Espagne               | Israel Premier Tech Academy           | 40 points             |
| 2e                    | Jesús David Peña      | Colombie              | AP Hotels & Resorts-Tavira-SC Farense | 38 pts                |
| 3e                    | Artem Nych            | Russie                | Anicolor-Tien 21                      | 36 pts                |
| modifier              |                       |                       |                                       |                       |

| Classement de la montagne | Classement de la montagne | Classement de la montagne | Classement de la montagne        | Classement de la montagne |
| ------------------------- | ------------------------- | ------------------------- | -------------------------------- | ------------------------- |
|                           | Coureur                   | Pays                      | Équipe                           | Point(s)                  |
| 1er                       | Nicolás Tivani            | Argentine                 | Aviludo-Louletano-Loulé          | 10 points                 |
| 2e                        | Hugo Nunes                | Portugal                  | Credibom-LA Alumínios-Marcos Car | 10 pts                    |
| 3e                        | Daniel Dias               | Portugal                  | Rádio Popular-Paredes-Boavista   | 10 pts                    |
| modifier                  |                           |                           |                                  |                           |

| Classement général du meilleur jeune | Classement général du meilleur jeune | Classement général du meilleur jeune | Classement général du meilleur jeune | Classement général du meilleur jeune |
|                                      | Coureur                              | Pays                                 | Équipe                               | Temps                                |
| ------------------------------------ | ------------------------------------ | ------------------------------------ | ------------------------------------ | ------------------------------------ |
| 1er                                  | Pau Martí                            | Espagne                              | Israel Premier Tech Academy          | en 8 h 0 min 27 s                    |
| 2e                                   | Lucas Lopes                          | Portugal                             | Rádio Popular-Paredes-Boavista       | + 32 s                               |
| 3e                                   | Zac Marriage                         | Australie                            | Israel Premier Tech Academy          | + 39 s                               |
| modifier                             |                                      |                                      |                                      |                                      |

| Classement par équipes | Classement par équipes                | Classement par équipes | Classement par équipes |
|                        | Équipe                                | Pays                   | Temps                  |
| ---------------------- | ------------------------------------- | ---------------------- | ---------------------- |
| 1re                    | Anicolor-Tien 21                      | Portugal               | en 24 h 1 min 57 s     |
| 2e                     | Israel Premier Tech Academy           | Israël                 | + 26 s                 |
| 3e                     | AP Hotels & Resorts-Tavira-SC Farense | Portugal               | + 39 s                 |
| modifier               |                                       |                        |                        |

### 3eétape
Boticas - Bragança : 185,20 km
| Classement de la 3e étape | Classement de la 3e étape | Classement de la 3e étape | Classement de la 3e étape             | Classement de la 3e étape |
|                           | Coureur                   | Pays                      | Équipe                                | Temps                     |
| ------------------------- | ------------------------- | ------------------------- | ------------------------------------- | ------------------------- |
| 1er                       | Hugo Nunes                | Portugal                  | Credibom-LA Alumínios-Marcos Car      | en 4 h 44 min 17 s        |
| 2e                        | Caleb Classen             | États-Unis                | Project Echelon Racing                | m.t                       |
| 3e                        | Tiago Leal                | Portugal                  | Rádio Popular-Paredes-Boavista        | m.t                       |
| 4e                        | Iúri Leitão               | Portugal                  | Caja Rural-Seguros RGA                | m.t                       |
| 5e                        | Santiago Mesa             | Colombie                  | Efapel Cycling                        | m.t                       |
| 6e                        | Tomás Contte              | Argentine                 | Aviludo-Louletano-Loulé               | m.t                       |
| 7e                        | Francisco Campos          | Portugal                  | AP Hotels & Resorts-Tavira-SC Farense | m.t                       |
| 8e                        | Francisco Peñuela         | Venezuela                 | Caja Rural-Seguros RGA                | m.t                       |
| 9e                        | Pedro Silva               | Portugal                  | Anicolor-Tien 21                      | m.t                       |
| 10e                       | Pau Martí                 | Espagne                   | Israel Premier Tech Academy           | m.t                       |
| modifier                  |                           |                           |                                       |                           |

| Classement général | Classement général | Classement général | Classement général                    | Classement général  |
|                    | Coureur            | Pays               | Équipe                                | Temps               |
| ------------------ | ------------------ | ------------------ | ------------------------------------- | ------------------- |
| 1er                | Pau Martí          | Espagne            | Israel Premier Tech Academy           | en 12 h 44 min 44 s |
| 2e                 | Artem Nych         | Russie             | Anicolor-Tien 21                      | + 2 s               |
| 3e                 | Rafael Reis        | Portugal           | Anicolor-Tien 21                      | + 15 s              |
| 4e                 | Alexis Guérin      | France             | Anicolor-Tien 21                      | m.t                 |
| 5e                 | Jesús David Peña   | Colombie           | AP Hotels & Resorts-Tavira-SC Farense | + 16 s              |
| 6e                 | Edgar Cadena       | Mexique            | Petrolike                             | + 18 s              |
| 7e                 | Tiago Antunes      | Portugal           | Efapel Cycling                        | + 22 s              |
| 8e                 | Byron Munton       | Afrique du Sud     | Feirense-Beeceler                     | + 25 s              |
| 9e                 | Emanuel Duarte     | Portugal           | Credibom-LA Alumínios-Marcos Car      | + 27 s              |
| 10e                | Afonso Silva       | Portugal           | AP Hotels & Resorts-Tavira-SC Farense | + 32 s              |
| modifier           |                    |                    |                                       |                     |

| Classement par points | Classement par points | Classement par points | Classement par points                 | Classement par points |
| --------------------- | --------------------- | --------------------- | ------------------------------------- | --------------------- |
|                       | Coureur               | Pays                  | Équipe                                | Point(s)              |
| 1er                   | Hugo Nunes            | Portugal              | Credibom-LA Alumínios-Marcos Car      | 50 points             |
| 2e                    | Pau Martí             | Espagne               | Israel Premier Tech Academy           | 44 pts                |
| 3e                    | Jesús David Peña      | Colombie              | AP Hotels & Resorts-Tavira-SC Farense | 38 pts                |
| modifier              |                       |                       |                                       |                       |

| Classement de la montagne | Classement de la montagne | Classement de la montagne | Classement de la montagne        | Classement de la montagne |
| ------------------------- | ------------------------- | ------------------------- | -------------------------------- | ------------------------- |
|                           | Coureur                   | Pays                      | Équipe                           | Point(s)                  |
| 1er                       | Hugo Nunes                | Portugal                  | Credibom-LA Alumínios-Marcos Car | 31 points                 |
| 2e                        | Nicolás Tivani            | Argentine                 | Aviludo-Louletano-Loulé          | 27 pts                    |
| 3e                        | Tiago Leal                | Portugal                  | Rádio Popular-Paredes-Boavista   | 18 pts                    |
| modifier                  |                           |                           |                                  |                           |

| Classement général du meilleur jeune | Classement général du meilleur jeune | Classement général du meilleur jeune | Classement général du meilleur jeune | Classement général du meilleur jeune |
|                                      | Coureur                              | Pays                                 | Équipe                               | Temps                                |
| ------------------------------------ | ------------------------------------ | ------------------------------------ | ------------------------------------ | ------------------------------------ |
| 1er                                  | Pau Martí                            | Espagne                              | Israel Premier Tech Academy          | en 12 h 44 min 44 s                  |
| 2e                                   | Lucas Lopes                          | Portugal                             | Rádio Popular-Paredes-Boavista       | + 32 s                               |
| 3e                                   | Zac Marriage                         | Australie                            | Israel Premier Tech Academy          | + 39 s                               |
| modifier                             |                                      |                                      |                                      |                                      |

| Classement par équipes | Classement par équipes                | Classement par équipes | Classement par équipes |
|                        | Équipe                                | Pays                   | Temps                  |
| ---------------------- | ------------------------------------- | ---------------------- | ---------------------- |
| 1re                    | Anicolor-Tien 21                      | Portugal               | en 38 h 14 min 48 s    |
| 2e                     | Israel Premier Tech Academy           | Israël                 | + 26 s                 |
| 3e                     | AP Hotels & Resorts-Tavira-SC Farense | Portugal               | + 39 s                 |
| modifier               |                                       |                        |                        |

### 4eétape
Bragança - Mondim de Basto : 182,90 km
| Classement de la 4e étape | Classement de la 4e étape | Classement de la 4e étape | Classement de la 4e étape             | Classement de la 4e étape |
|                           | Coureur                   | Pays                      | Équipe                                | Temps                     |
| ------------------------- | ------------------------- | ------------------------- | ------------------------------------- | ------------------------- |
| 1er                       | Byron Munton              | Afrique du Sud            | Feirense-Beeceler                     | en 4 h 24 min 24 s        |

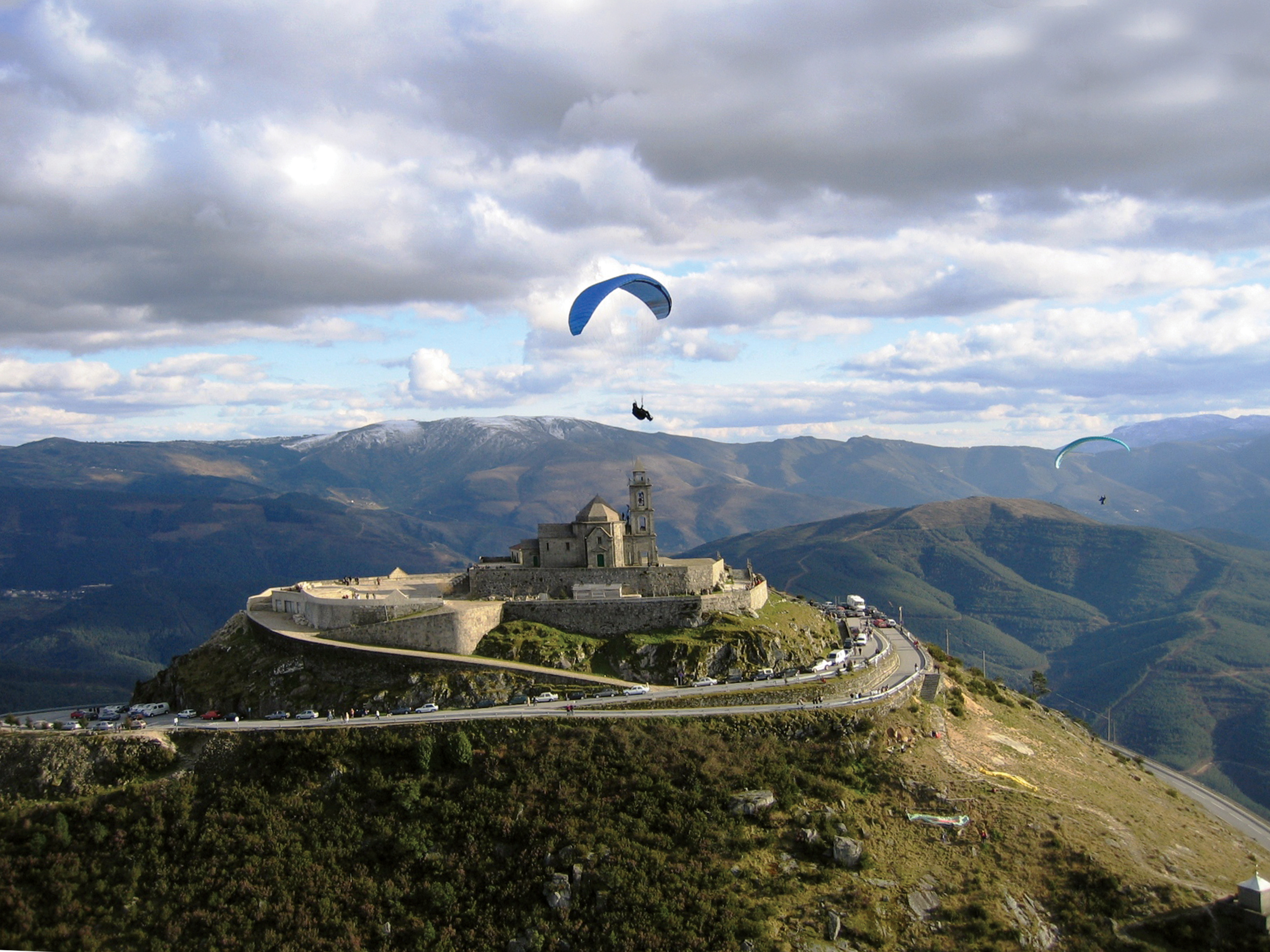
O Alto da Senhora da Graça
l'arrivée de la 4e étape.

| 2e                        | Jesús David Peña          | Colombie                  | AP Hotels & Resorts-Tavira-SC Farense | + 9 s                     |
| 3e                        | Artem Nych                | Russie                    | Anicolor-Tien 21                      | m.t                       |
| 4e                        | Lucas Lopes               | Portugal                  | Rádio Popular-Paredes-Boavista        | + 18 s                    |
| 5e                        | Alexis Guérin             | France                    | Anicolor-Tien 21                      | m.t                       |
| 6e                        | Zac Marriage              | Australie                 | Israel Premier Tech Academy           | + 51 s                    |
| 7e                        | Tiago Antunes             | Portugal                  | Efapel Cycling                        | + 1 min 0 s               |
| 8e                        | David Domínguez           | Espagne                   | Aviludo-Louletano-Loulé               | m.t                       |
| 9e                        | Edgar Cadena              | Mexique                   | Petrolike                             | + 1 min 4 s               |
| 10e                       | Julen Arriolabengoa       | Espagne                   | Caja Rural-Seguros RGA                | m.t                       |
| modifier                  |                           |                           |                                       |                           |

| Classement général | Classement général | Classement général | Classement général                    | Classement général |
|                    | Coureur            | Pays               | Équipe                                | Temps              |
| ------------------ | ------------------ | ------------------ | ------------------------------------- | ------------------ |
| 1er                | Artem Nych         | Russie             | Anicolor-Tien 21                      | en 17 h 9 min 15 s |
| 2e                 | Byron Munton       | Afrique du Sud     | Feirense-Beeceler                     | + 8 s              |
| 3e                 | Jesús David Peña   | Colombie           | AP Hotels & Resorts-Tavira-SC Farense | + 12 s             |
| 4e                 | Lucas Lopes        | Portugal           | Rádio Popular-Paredes-Boavista        | + 43 s             |
| 5e                 | Alexis Guérin      | France             | Anicolor-Tien 21                      | + 46 s             |
| 6e                 | Tiago Antunes      | Portugal           | Efapel Cycling                        | + 1 min 15 s       |
| 7e                 | Edgar Cadena       | Mexique            | Petrolike                             | m.t                |
| 8e                 | Zac Marriage       | Australie          | Israel Premier Tech Academy           | + 1 min 23 s       |
| 9e                 | Emanuel Duarte     | Portugal           | Credibom-LA Alumínios-Marcos Car      | + 1 min 24 s       |
| 10e                | Pedro Pinto        | Portugal           | Efapel Cycling                        | + 1 min 40 s       |
| modifier           |                    |                    |                                       |                    |

| Classement par points | Classement par points | Classement par points | Classement par points                 | Classement par points |
| --------------------- | --------------------- | --------------------- | ------------------------------------- | --------------------- |
|                       | Coureur               | Pays                  | Équipe                                | Point(s)              |
| 1er                   | Hugo Nunes            | Portugal              | Credibom-LA Alumínios-Marcos Car      | 50 points             |
| 2e                    | Jesús David Peña      | Colombie              | AP Hotels & Resorts-Tavira-SC Farense | 48 pts                |
| 3e                    | Pau Martí             | Espagne               | Israel Premier Tech Academy           | 44 pts                |
| modifier              |                       |                       |                                       |                       |

| Classement de la montagne | Classement de la montagne | Classement de la montagne | Classement de la montagne             | Classement de la montagne |
| ------------------------- | ------------------------- | ------------------------- | ------------------------------------- | ------------------------- |
|                           | Coureur                   | Pays                      | Équipe                                | Point(s)                  |
| 1er                       | Hugo Nunes                | Portugal                  | Credibom-LA Alumínios-Marcos Car      | 31 points                 |
| 2e                        | Nicolás Tivani            | Argentine                 | Aviludo-Louletano-Loulé               | 27 pts                    |
| 3e                        | Jesús David Peña          | Colombie                  | AP Hotels & Resorts-Tavira-SC Farense | 23 pts                    |
| modifier                  |                           |                           |                                       |                           |

| Classement général du meilleur jeune | Classement général du meilleur jeune | Classement général du meilleur jeune | Classement général du meilleur jeune | Classement général du meilleur jeune |
|                                      | Coureur                              | Pays                                 | Équipe                               | Temps                                |
| ------------------------------------ | ------------------------------------ | ------------------------------------ | ------------------------------------ | ------------------------------------ |
| 1er                                  | Lucas Lopes                          | Portugal                             | Rádio Popular-Paredes-Boavista       | en 17 h 9 min 58 s                   |
| 2e                                   | Zac Marriage                         | Australie                            | Israel Premier Tech Academy          | + 40 s                               |
| 3e                                   | Jack Makohon                         | États-Unis                           | Team Skyline                         | + 3 min 44 s                         |
| modifier                             |                                      |                                      |                                      |                                      |

| Classement par équipes | Classement par équipes                | Classement par équipes | Classement par équipes |
|                        | Équipe                                | Pays                   | Temps                  |
| ---------------------- | ------------------------------------- | ---------------------- | ---------------------- |
| 1re                    | Anicolor-Tien 21                      | Portugal               | en 51 h 30 min 6 s     |
| 2e                     | AP Hotels & Resorts-Tavira-SC Farense | Portugal               | + 2 min 30 s           |
| 3e                     | Efapel Cycling                        | Portugal               | + 3 min 44 s           |
| modifier               |                                       |                        |                        |

### 5eétape
Lamego - Viseu : 155,50 km
| Classement de la 5e étape | Classement de la 5e étape | Classement de la 5e étape | Classement de la 5e étape             | Classement de la 5e étape |
|                           | Coureur                   | Pays                      | Équipe                                | Temps                     |
| ------------------------- | ------------------------- | ------------------------- | ------------------------------------- | ------------------------- |
| 1er                       | Brady Gilmore             | Australie                 | Israel Premier Tech Academy           | en 3 h 37 min 13 s        |
| 2e                        | Santiago Mesa             | Colombie                  | Efapel Cycling                        | m.t                       |
| 3e                        | Iúri Leitão               | Portugal                  | Caja Rural-Seguros RGA                | m.t                       |
| 4e                        | Nicolás Tivani            | Argentine                 | Aviludo-Louletano-Loulé               | m.t                       |
| 5e                        | Francisco Campos          | Portugal                  | AP Hotels & Resorts-Tavira-SC Farense | m.t                       |
| 6e                        | Raúl Rota                 | Espagne                   | Rádio Popular-Paredes-Boavista        | m.t                       |
| 7e                        | Diogo Gonçalves           | Portugal                  | Feirense-Beeceler                     | m.t                       |
| 8e                        | Edgar Cadena              | Mexique                   | Petrolike                             | m.t                       |
| 9e                        | Daniel Dias               | Portugal                  | Rádio Popular-Paredes-Boavista        | m.t                       |
| 10e                       | Tomás Contte              | Argentine                 | Aviludo-Louletano-Loulé               | m.t                       |
| modifier                  |                           |                           |                                       |                           |

| Classement général | Classement général | Classement général | Classement général                    | Classement général  |
|                    | Coureur            | Pays               | Équipe                                | Temps               |
| ------------------ | ------------------ | ------------------ | ------------------------------------- | ------------------- |
| 1er                | Artem Nych         | Russie             | Anicolor-Tien 21                      | en 20 h 46 min 28 s |
| 2e                 | Byron Munton       | Afrique du Sud     | Feirense-Beeceler                     | + 8 s               |
| 3e                 | Jesús David Peña   | Colombie           | AP Hotels & Resorts-Tavira-SC Farense | + 12 s              |
| 4e                 | Alexis Guérin      | France             | Anicolor-Tien 21                      | + 26 s              |
| 5e                 | Lucas Lopes        | Portugal           | Rádio Popular-Paredes-Boavista        | + 43 s              |
| 6e                 | Tiago Antunes      | Portugal           | Efapel Cycling                        | + 1 min 15 s        |
| 7e                 | Edgar Cadena       | Mexique            | Petrolike                             | m.t                 |
| 8e                 | Zac Marriage       | Australie          | Israel Premier Tech Academy           | + 1 min 23 s        |
| 9e                 | Emanuel Duarte     | Portugal           | Credibom-LA Alumínios-Marcos Car      | + 1 min 24 s        |
| 10e                | Pedro Pinto        | Portugal           | Efapel Cycling                        | + 1 min 40 s        |
| modifier           |                    |                    |                                       |                     |

| Classement par points | Classement par points | Classement par points | Classement par points            | Classement par points |
| --------------------- | --------------------- | --------------------- | -------------------------------- | --------------------- |
|                       | Coureur               | Pays                  | Équipe                           | Point(s)              |
| 1er                   | Iúri Leitão           | Portugal              | Caja Rural-Seguros RGA           | 60 points             |
| 2e                    | Hugo Nunes            | Portugal              | Credibom-LA Alumínios-Marcos Car | 55 pts                |
| 3e                    | Nicolás Tivani        | Argentine             | Aviludo-Louletano-Loulé          | 52 pts                |
| modifier              |                       |                       |                                  |                       |

| Classement de la montagne | Classement de la montagne | Classement de la montagne | Classement de la montagne             | Classement de la montagne |
| ------------------------- | ------------------------- | ------------------------- | ------------------------------------- | ------------------------- |
|                           | Coureur                   | Pays                      | Équipe                                | Point(s)                  |
| 1er                       | Hugo Nunes                | Portugal                  | Credibom-LA Alumínios-Marcos Car      | 49 points                 |
| 2e                        | Nicolás Tivani            | Argentine                 | Aviludo-Louletano-Loulé               | 27 pts                    |
| 3e                        | Jesús David Peña          | Colombie                  | AP Hotels & Resorts-Tavira-SC Farense | 23 pts                    |
| modifier                  |                           |                           |                                       |                           |

| Classement général du meilleur jeune | Classement général du meilleur jeune | Classement général du meilleur jeune | Classement général du meilleur jeune | Classement général du meilleur jeune |
|                                      | Coureur                              | Pays                                 | Équipe                               | Temps                                |
| ------------------------------------ | ------------------------------------ | ------------------------------------ | ------------------------------------ | ------------------------------------ |
| 1er                                  | Lucas Lopes                          | Portugal                             | Rádio Popular-Paredes-Boavista       | en 20 h 47 min 11 s                  |
| 2e                                   | Zac Marriage                         | Australie                            | Israel Premier Tech Academy          | + 40 s                               |
| 3e                                   | Jack Makohon                         | États-Unis                           | Team Skyline                         | + 3 min 44 s                         |
| modifier                             |                                      |                                      |                                      |                                      |

| Classement par équipes | Classement par équipes                | Classement par équipes | Classement par équipes |
|                        | Équipe                                | Pays                   | Temps                  |
| ---------------------- | ------------------------------------- | ---------------------- | ---------------------- |
| 1re                    | Anicolor-Tien 21                      | Portugal               | en 62 h 21 min 45 s    |
| 2e                     | AP Hotels & Resorts-Tavira-SC Farense | Portugal               | + 2 min 30 s           |
| 3e                     | Efapel Cycling                        | Portugal               | + 3 min 44 s           |
| modifier               |                                       |                        |                        |

### 6eétape
Águeda - Guarda : 175,20 km
| Classement de la 6e étape | Classement de la 6e étape | Classement de la 6e étape | Classement de la 6e étape             | Classement de la 6e étape |
|                           | Coureur                   | Pays                      | Équipe                                | Temps                     |
| ------------------------- | ------------------------- | ------------------------- | ------------------------------------- | ------------------------- |
| 1er                       | Brady Gilmore             | Australie                 | Israel Premier Tech Academy           | en 4 h 31 min 58 s        |
| 2e                        | Raúl Rota                 | Espagne                   | Rádio Popular-Paredes-Boavista        | m.t                       |
| 3e                        | Jesús David Peña          | Colombie                  | AP Hotels & Resorts-Tavira-SC Farense | m.t                       |
| 4e                        | Artem Nych                | Russie                    | Anicolor-Tien 21                      | m.t                       |
| 5e                        | Alexis Guérin             | France                    | Anicolor-Tien 21                      | m.t                       |
| 6e                        | Tomás Contte              | Argentine                 | Aviludo-Louletano-Loulé               | + 9 s                     |
| 7e                        | Pedro Silva               | Portugal                  | Anicolor-Tien 21                      | m.t                       |
| 8e                        | Tiago Antunes             | Portugal                  | Efapel Cycling                        | m.t                       |
| 9e                        | Álvaro Sagrado            | Espagne                   | Illes Balears Arabay                  | m.t                       |
| 10e                       | Byron Munton              | Afrique du Sud            | Feirense-Beeceler                     | + 13 s                    |
| modifier                  |                           |                           |                                       |                           |

| Classement général | Classement général | Classement général | Classement général                    | Classement général  |
|                    | Coureur            | Pays               | Équipe                                | Temps               |
| ------------------ | ------------------ | ------------------ | ------------------------------------- | ------------------- |
| 1er                | Artem Nych         | Russie             | Anicolor-Tien 21                      | en 25 h 18 min 26 s |
| 2e                 | Jesús David Peña   | Colombie           | AP Hotels & Resorts-Tavira-SC Farense | + 8 s               |
| 3e                 | Byron Munton       | Afrique du Sud     | Feirense-Beeceler                     | + 21 s              |
| 4e                 | Alexis Guérin      | France             | Anicolor-Tien 21                      | + 26 s              |
| 5e                 | Lucas Lopes        | Portugal           | Rádio Popular-Paredes-Boavista        | + 1 min 19 s        |
| 6e                 | Tiago Antunes      | Portugal           | Efapel Cycling                        | + 1 min 24 s        |
| 7e                 | Edgar Cadena       | Mexique            | Petrolike                             | + 1 min 34 s        |
| 8e                 | Emanuel Duarte     | Portugal           | Credibom-LA Alumínios-Marcos Car      | + 1 min 37 s        |
| 9e                 | Álvaro Sagrado     | Espagne            | Illes Balears Arabay                  | + 1 min 54 s        |
| 10e                | Pedro Pinto        | Portugal           | Efapel Cycling                        | + 2 min 1 s         |
| modifier           |                    |                    |                                       |                     |

| Classement par points | Classement par points | Classement par points | Classement par points       | Classement par points |
| --------------------- | --------------------- | --------------------- | --------------------------- | --------------------- |
|                       | Coureur               | Pays                  | Équipe                      | Point(s)              |
| 1er                   | Iúri Leitão           | Portugal              | Caja Rural-Seguros RGA      | 70 points             |
| 2e                    | Brady Gilmore         | Australie             | Israel Premier Tech Academy | 61 pts                |
| 3e                    | Nicolás Tivani        | Argentine             | Aviludo-Louletano-Loulé     | 58 pts                |
| modifier              |                       |                       |                             |                       |

| Classement de la montagne | Classement de la montagne | Classement de la montagne | Classement de la montagne             | Classement de la montagne |
| ------------------------- | ------------------------- | ------------------------- | ------------------------------------- | ------------------------- |
|                           | Coureur                   | Pays                      | Équipe                                | Point(s)                  |
| 1er                       | Hugo Nunes                | Portugal                  | Credibom-LA Alumínios-Marcos Car      | 59 points                 |
| 2e                        | Nicolás Tivani            | Argentine                 | Aviludo-Louletano-Loulé               | 49 pts                    |
| 3e                        | Jesús David Peña          | Colombie                  | AP Hotels & Resorts-Tavira-SC Farense | 25 pts                    |
| modifier                  |                           |                           |                                       |                           |

| Classement général du meilleur jeune | Classement général du meilleur jeune | Classement général du meilleur jeune | Classement général du meilleur jeune | Classement général du meilleur jeune |
|                                      | Coureur                              | Pays                                 | Équipe                               | Temps                                |
| ------------------------------------ | ------------------------------------ | ------------------------------------ | ------------------------------------ | ------------------------------------ |
| 1er                                  | Lucas Lopes                          | Portugal                             | Rádio Popular-Paredes-Boavista       | en 25 h 19 min 45 s                  |
| 2e                                   | Zac Marriage                         | Australie                            | Israel Premier Tech Academy          | + 1 min 9 s                          |
| 3e                                   | Jack Makohon                         | États-Unis                           | Team Skyline                         | + 4 min 18 s                         |
| modifier                             |                                      |                                      |                                      |                                      |

| Classement par équipes | Classement par équipes                | Classement par équipes | Classement par équipes |
|                        | Équipe                                | Pays                   | Temps                  |
| ---------------------- | ------------------------------------- | ---------------------- | ---------------------- |
| 1re                    | Anicolor-Tien 21                      | Portugal               | en 75 h 57 min 48 s    |
| 2e                     | AP Hotels & Resorts-Tavira-SC Farense | Portugal               | + 4 min 6 s            |
| 3e                     | Efapel Cycling                        | Portugal               | + 4 min 51 s           |
| modifier               |                                       |                        |                        |

### 7eétape
Sabugal - Covilhã (Torre) : 179,30 km
| Classement de la 7e étape | Classement de la 7e étape | Classement de la 7e étape | Classement de la 7e étape             | Classement de la 7e étape |
|                           | Coureur                   | Pays                      | Équipe                                | Temps                     |
| ------------------------- | ------------------------- | ------------------------- | ------------------------------------- | ------------------------- |
| 1er                       | Jonathan Caicedo          | Équateur                  | Petrolike                             | en 4 h 49 min 3 s         |
| 2e                        | Artem Nych                | Russie                    | Anicolor-Tien 21                      | + 33 s                    |

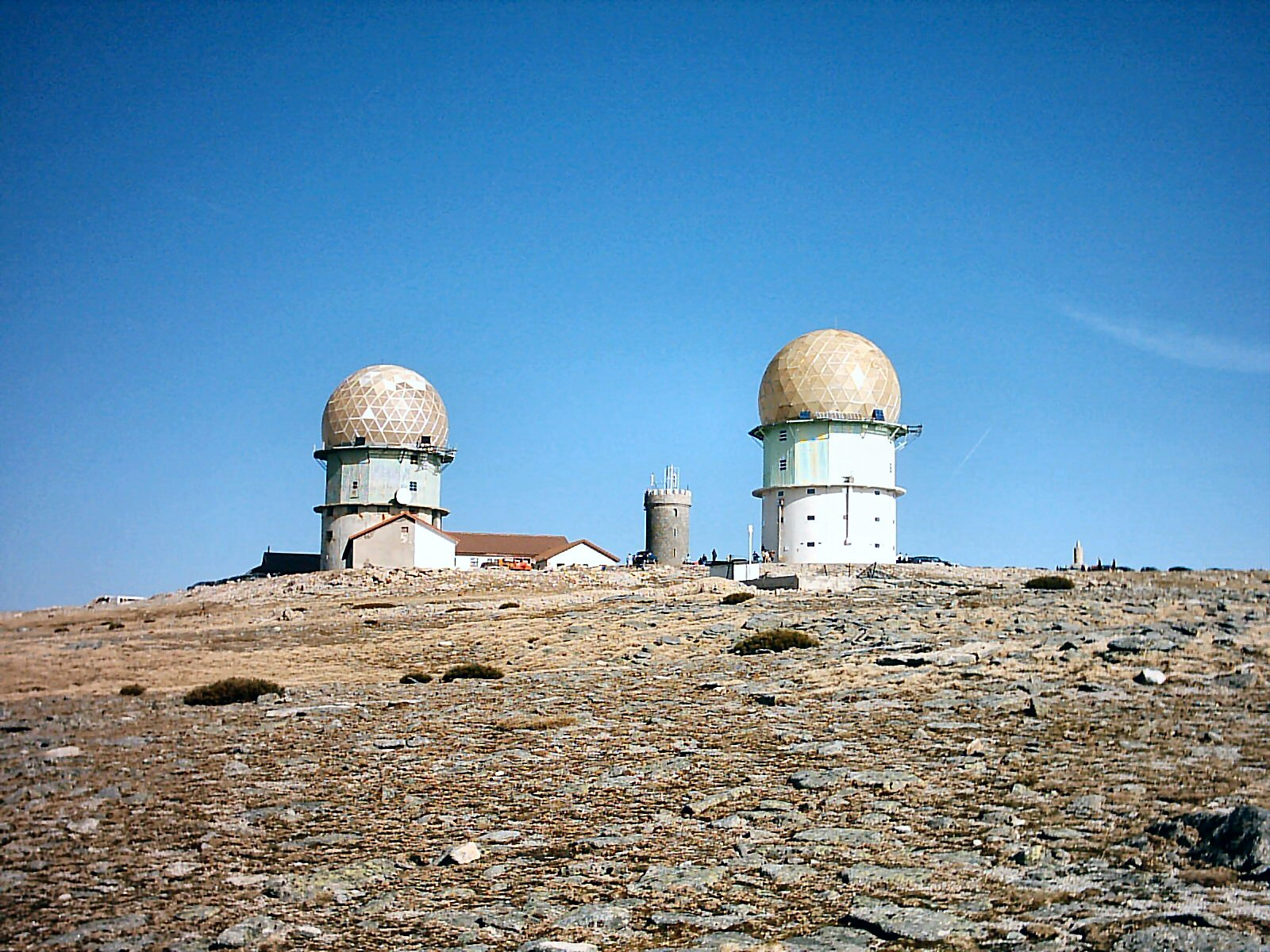
O Alto da Torre, l'arrivée de la 7e étape.

| 3e                        | Gonçalo Leaça             | Portugal                  | Credibom-LA Alumínios-Marcos Car      | + 46 s                    |
| 4e                        | Alexis Guérin             | France                    | Anicolor-Tien 21                      | + 47 s                    |
| 5e                        | Byron Munton              | Afrique du Sud            | Feirense-Beeceler                     | + 1 min 27 s              |
| 6e                        | Pedro Silva               | Portugal                  | Anicolor-Tien 21                      | + 1 min 36 s              |
| 7e                        | Adrián Bustamante         | Colombie                  | GI Group Holding-Simoldes-UDO         | m.t                       |

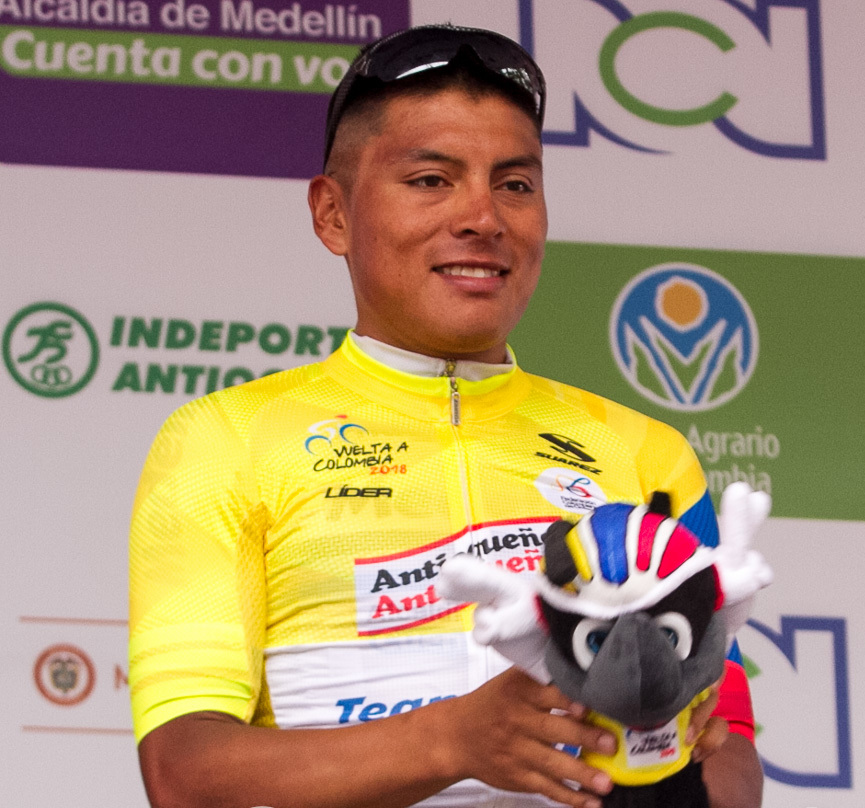
Jonathan Caicedo vainqueur au sommet de la Torre.

| 8e                        | Jesús David Peña          | Colombie                  | AP Hotels & Resorts-Tavira-SC Farense | + 1 min 39 s              |
| 9e                        | Tiago Antunes             | Portugal                  | Efapel Cycling                        | + 1 min 47 s              |
| 10e                       | Jesús del Pino            | Espagne                   | Aviludo-Louletano-Loulé               | + 2 min 1 s               |
| modifier                  |                           |                           |                                       |                           |

| Classement général | Classement général | Classement général | Classement général                    | Classement général |
|                    | Coureur            | Pays               | Équipe                                | Temps              |
| ------------------ | ------------------ | ------------------ | ------------------------------------- | ------------------ |
| 1er                | Artem Nych         | Russie             | Anicolor-Tien 21                      | en 30 h 7 min 56 s |
| 2e                 | Alexis Guérin      | France             | Anicolor-Tien 21                      | + 46 s             |
| 3e                 | Jesús David Peña   | Colombie           | AP Hotels & Resorts-Tavira-SC Farense | + 1 min 20 s       |
| 4e                 | Byron Munton       | Afrique du Sud     | Feirense-Beeceler                     | + 1 min 21 s       |
| 5e                 | Tiago Antunes      | Portugal           | Efapel Cycling                        | + 2 min 44 s       |
| 6e                 | Pedro Silva        | Portugal           | Anicolor-Tien 21                      | + 3 min 33 s       |
| 7e                 | Edgar Cadena       | Mexique            | Petrolike                             | + 3 min 40 s       |
| 8e                 | Adrián Bustamante  | Colombie           | GI Group Holding-Simoldes-UDO         | + 4 min 10 s       |
| 9e                 | Lucas Lopes        | Portugal           | Rádio Popular-Paredes-Boavista        | + 4 min 14 s       |
| 10e                | Emanuel Duarte     | Portugal           | Credibom-LA Alumínios-Marcos Car      | + 4 min 25 s       |
| modifier           |                    |                    |                                       |                    |

| Classement par points | Classement par points | Classement par points | Classement par points            | Classement par points |
| --------------------- | --------------------- | --------------------- | -------------------------------- | --------------------- |
|                       | Coureur               | Pays                  | Équipe                           | Point(s)              |
| 1er                   | Iúri Leitão           | Portugal              | Caja Rural-Seguros RGA           | 70 points             |
| 2e                    | Brady Gilmore         | Australie             | Israel Premier Tech Academy      | 61 pts                |
| 3e                    | Hugo Nunes            | Portugal              | Credibom-LA Alumínios-Marcos Car | 60 pts                |
| modifier              |                       |                       |                                  |                       |

| Classement de la montagne | Classement de la montagne | Classement de la montagne | Classement de la montagne        | Classement de la montagne |
| ------------------------- | ------------------------- | ------------------------- | -------------------------------- | ------------------------- |
|                           | Coureur                   | Pays                      | Équipe                           | Point(s)                  |
| 1er                       | Hugo Nunes                | Portugal                  | Credibom-LA Alumínios-Marcos Car | 64 points                 |
| 2e                        | Nicolás Tivani            | Argentine                 | Aviludo-Louletano-Loulé          | 49 pts                    |
| 3e                        | Artem Nych                | Russie                    | Anicolor-Tien 21                 | 41 pts                    |
| modifier                  |                           |                           |                                  |                           |

| Classement général du meilleur jeune | Classement général du meilleur jeune | Classement général du meilleur jeune | Classement général du meilleur jeune | Classement général du meilleur jeune |
|                                      | Coureur                              | Pays                                 | Équipe                               | Temps                                |
| ------------------------------------ | ------------------------------------ | ------------------------------------ | ------------------------------------ | ------------------------------------ |
| 1er                                  | Lucas Lopes                          | Portugal                             | Rádio Popular-Paredes-Boavista       | en 30 h 12 min 10 s                  |
| 2e                                   | Zac Marriage                         | Australie                            | Israel Premier Tech Academy          | + 1 min 1 s                          |
| 3e                                   | Jack Makohon                         | États-Unis                           | Team Skyline                         | + 14 min 17 s                        |
| modifier                             |                                      |                                      |                                      |                                      |

| Classement par équipes | Classement par équipes                | Classement par équipes | Classement par équipes |
|                        | Équipe                                | Pays                   | Temps                  |
| ---------------------- | ------------------------------------- | ---------------------- | ---------------------- |
| 1re                    | Anicolor-Tien 21                      | Portugal               | en 90 h 27 min 53 s    |
| 2e                     | Efapel Cycling                        | Portugal               | + 10 min 40 s          |
| 3e                     | AP Hotels & Resorts-Tavira-SC Farense | Portugal               | + 11 min 4 s           |
| modifier               |                                       |                        |                        |

### 8eétape
Ferreira do Zêzere - Santarém : 178,20 km
| Classement de la 8e étape | Classement de la 8e étape | Classement de la 8e étape | Classement de la 8e étape             | Classement de la 8e étape |
|                           | Coureur                   | Pays                      | Équipe                                | Temps                     |
| ------------------------- | ------------------------- | ------------------------- | ------------------------------------- | ------------------------- |
| 1er                       | Rotem Tene                | Israël                    | Israel Premier Tech Academy           | en 4 h 1 min 3 s          |
| 2e                        | Nicolás Tivani            | Argentine                 | Aviludo-Louletano-Loulé               | m.t                       |
| 3e                        | Francisco Campos          | Portugal                  | AP Hotels & Resorts-Tavira-SC Farense | + 2 s                     |
| 4e                        | Diogo Gonçalves           | Portugal                  | Feirense-Beeceler                     | m.t                       |
| 5e                        | João Medeiros             | Portugal                  | Credibom-LA Alumínios-Marcos Car      | m.t                       |
| 6e                        | Adam Lewis                | Royaume-Uni               | Team Skyline                          | + 4 s                     |
| 7e                        | Rubén Fernández           | Espagne                   | Anicolor-Tien 21                      | m.t                       |
| 8e                        | César Martingil           | Portugal                  | Tavfer-Ovos Matinados-Mortágua        | m.t                       |
| 9e                        | Unai Esparza              | Espagne                   | Illes Balears Arabay                  | m.t                       |
| 10e                       | Gaspar Gonçalves          | Portugal                  | GI Group Holding-Simoldes-UDO         | m.t                       |
| modifier                  |                           |                           |                                       |                           |

| Classement général | Classement général | Classement général | Classement général                    | Classement général  |
|                    | Coureur            | Pays               | Équipe                                | Temps               |
| ------------------ | ------------------ | ------------------ | ------------------------------------- | ------------------- |
| 1er                | Artem Nych         | Russie             | Anicolor-Tien 21                      | en 34 h 11 min 21 s |
| 2e                 | Alexis Guérin      | France             | Anicolor-Tien 21                      | + 46 s              |
| 3e                 | Jesús David Peña   | Colombie           | AP Hotels & Resorts-Tavira-SC Farense | + 1 min 20 s        |
| 4e                 | Byron Munton       | Afrique du Sud     | Feirense-Beeceler                     | + 1 min 21 s        |
| 5e                 | Tiago Antunes      | Portugal           | Efapel Cycling                        | + 2 min 44 s        |
| 6e                 | Pedro Silva        | Portugal           | Anicolor-Tien 21                      | + 3 min 33 s        |
| 7e                 | Edgar Cadena       | Mexique            | Petrolike                             | + 3 min 40 s        |
| 8e                 | Adrián Bustamante  | Colombie           | GI Group Holding-Simoldes-UDO         | + 4 min 10 s        |
| 9e                 | Lucas Lopes        | Portugal           | Rádio Popular-Paredes-Boavista        | + 4 min 14 s        |
| 10e                | Emanuel Duarte     | Portugal           | Credibom-LA Alumínios-Marcos Car      | + 4 min 25 s        |
| modifier           |                    |                    |                                       |                     |

| Classement par points | Classement par points | Classement par points | Classement par points                 | Classement par points |
| --------------------- | --------------------- | --------------------- | ------------------------------------- | --------------------- |
|                       | Coureur               | Pays                  | Équipe                                | Point(s)              |
| 1er                   | Nicolás Tivani        | Argentine             | Aviludo-Louletano-Loulé               | 100 points            |
| 2e                    | Francisco Campos      | Portugal              | AP Hotels & Resorts-Tavira-SC Farense | 65 pts                |
| 3e                    | Brady Gilmore         | Australie             | Israel Premier Tech Academy           | 61 pts                |
| modifier              |                       |                       |                                       |                       |

| Classement de la montagne | Classement de la montagne | Classement de la montagne | Classement de la montagne        | Classement de la montagne |
| ------------------------- | ------------------------- | ------------------------- | -------------------------------- | ------------------------- |
|                           | Coureur                   | Pays                      | Équipe                           | Point(s)                  |
| 1er                       | Hugo Nunes                | Portugal                  | Credibom-LA Alumínios-Marcos Car | 70 points                 |
| 2e                        | Nicolás Tivani            | Argentine                 | Aviludo-Louletano-Loulé          | 50 pts                    |
| 3e                        | Artem Nych                | Russie                    | Anicolor-Tien 21                 | 41 pts                    |
| modifier                  |                           |                           |                                  |                           |

| Classement général du meilleur jeune | Classement général du meilleur jeune | Classement général du meilleur jeune | Classement général du meilleur jeune | Classement général du meilleur jeune |
|                                      | Coureur                              | Pays                                 | Équipe                               | Temps                                |
| ------------------------------------ | ------------------------------------ | ------------------------------------ | ------------------------------------ | ------------------------------------ |
| 1er                                  | Lucas Lopes                          | Portugal                             | Rádio Popular-Paredes-Boavista       | en 34 h 15 min 35 s                  |
| 2e                                   | Zac Marriage                         | Australie                            | Israel Premier Tech Academy          | + 1 min 1 s                          |
| 3e                                   | Jack Makohon                         | États-Unis                           | Team Skyline                         | + 14 min 24 s                        |
| modifier                             |                                      |                                      |                                      |                                      |

| Classement par équipes | Classement par équipes                | Classement par équipes | Classement par équipes |
|                        | Équipe                                | Pays                   | Temps                  |
| ---------------------- | ------------------------------------- | ---------------------- | ---------------------- |
| 1re                    | Anicolor-Tien 21                      | Portugal               | en 102 h 35 min 50 s   |
| 2e                     | AP Hotels & Resorts-Tavira-SC Farense | Portugal               | + 9 min 8 s            |
| 3e                     | Efapel Cycling                        | Portugal               | + 9 min 11 s           |
| modifier               |                                       |                        |                        |

### 9eétape
Alcobaça - Montejunto : 174,40 km
| Classement de la 8e étape | Classement de la 8e étape | Classement de la 8e étape | Classement de la 8e étape             | Classement de la 8e étape |
|                           | Coureur                   | Pays                      | Équipe                                | Temps                     |
| ------------------------- | ------------------------- | ------------------------- | ------------------------------------- | ------------------------- |
| 1er                       | Nicolás Tivani            | Argentine                 | Aviludo-Louletano-Loulé               | en 3 h 59 min 30 s        |
| 2e                        | Pau Martí                 | Espagne                   | Israel Premier Tech Academy           | + 14 s                    |
| 3e                        | Tomás Contte              | Argentine                 | Aviludo-Louletano-Loulé               | + 47 s                    |
| 4e                        | Alexis Guérin             | France                    | Anicolor-Tien 21                      | + 1 min 37 s              |
| 5e                        | Jesús David Peña          | Colombie                  | AP Hotels & Resorts-Tavira-SC Farense | + 1 min 41 s              |
| 6e                        | David Domínguez           | Espagne                   | Aviludo-Louletano-Loulé               | m.t                       |
| 7e                        | Byron Munton              | Afrique du Sud            | Feirense-Beeceler                     | m.t                       |
| 8e                        | Adrián Bustamante         | Colombie                  | GI Group Holding-Simoldes-UDO         | + 1 min 44 s              |
| 9e                        | Jesús del Pino            | Espagne                   | Aviludo-Louletano-Loulé               | m.t                       |
| 10e                       | Pedro Silva               | Portugal                  | Anicolor-Tien 21                      | m.t                       |
| modifier                  |                           |                           |                                       |                           |

| Classement général | Classement général | Classement général | Classement général                    | Classement général  |
|                    | Coureur            | Pays               | Équipe                                | Temps               |
| ------------------ | ------------------ | ------------------ | ------------------------------------- | ------------------- |
| 1er                | Artem Nych         | Russie             | Anicolor-Tien 21                      | en 38 h 12 min 35 s |
| 2e                 | Alexis Guérin      | France             | Anicolor-Tien 21                      | + 39 s              |
| 3e                 | Jesús David Peña   | Colombie           | AP Hotels & Resorts-Tavira-SC Farense | + 1 min 17 s        |
| 4e                 | Byron Munton       | Afrique du Sud     | Feirense-Beeceler                     | + 1 min 18 s        |
| 5e                 | Tiago Antunes      | Portugal           | Efapel Cycling                        | + 2 min 49 s        |
| 6e                 | Pedro Silva        | Portugal           | Anicolor-Tien 21                      | + 3 min 33 s        |
| 7e                 | Adrián Bustamante  | Colombie           | GI Group Holding-Simoldes-UDO         | + 4 min 10 s        |
| 8e                 | Edgar Cadena       | Mexique            | Petrolike                             | + 4 min 11 s        |
| 9e                 | Lucas Lopes        | Portugal           | Rádio Popular-Paredes-Boavista        | + 4 min 26 s        |
| 10e                | Emanuel Duarte     | Portugal           | Credibom-LA Alumínios-Marcos Car      | + 4 min 32 s        |
| modifier           |                    |                    |                                       |                     |

| Classement par points | Classement par points | Classement par points | Classement par points                 | Classement par points |
| --------------------- | --------------------- | --------------------- | ------------------------------------- | --------------------- |
|                       | Coureur               | Pays                  | Équipe                                | Point(s)              |
| 1er                   | Nicolás Tivani        | Argentine             | Aviludo-Louletano-Loulé               | 130 points            |
| 2e                    | Francisco Campos      | Portugal              | AP Hotels & Resorts-Tavira-SC Farense | 65 pts                |
| 3e                    | Pau Martí             | Espagne               | Israel Premier Tech Academy           | 64 pts                |
| modifier              |                       |                       |                                       |                       |

| Classement de la montagne | Classement de la montagne | Classement de la montagne | Classement de la montagne        | Classement de la montagne |
| ------------------------- | ------------------------- | ------------------------- | -------------------------------- | ------------------------- |
|                           | Coureur                   | Pays                      | Équipe                           | Point(s)                  |
| 1er                       | Hugo Nunes                | Portugal                  | Credibom-LA Alumínios-Marcos Car | 70 points                 |
| 2e                        | Nicolás Tivani            | Argentine                 | Aviludo-Louletano-Loulé          | 65 pts                    |
| 3e                        | Alexis Guérin             | France                    | Anicolor-Tien 21                 | 41 pts                    |
| modifier                  |                           |                           |                                  |                           |

| Classement général du meilleur jeune | Classement général du meilleur jeune | Classement général du meilleur jeune | Classement général du meilleur jeune | Classement général du meilleur jeune |
|                                      | Coureur                              | Pays                                 | Équipe                               | Temps                                |
| ------------------------------------ | ------------------------------------ | ------------------------------------ | ------------------------------------ | ------------------------------------ |
| 1er                                  | Lucas Lopes                          | Portugal                             | Rádio Popular-Paredes-Boavista       | en 38 h 17 min 1 s                   |
| 2e                                   | Zac Marriage                         | Australie                            | Israel Premier Tech Academy          | + 58 s                               |
| 3e                                   | Jack Makohon                         | États-Unis                           | Team Skyline                         | + 15 min 24 s                        |
| modifier                             |                                      |                                      |                                      |                                      |

| Classement par équipes | Classement par équipes                | Classement par équipes | Classement par équipes |
|                        | Équipe                                | Pays                   | Temps                  |
| ---------------------- | ------------------------------------- | ---------------------- | ---------------------- |
| 1re                    | Anicolor-Tien 21                      | Portugal               | en 114 h 39 min 25 s   |
| 2e                     | Efapel Cycling                        | Portugal               | + 11 min 35 s          |
| 3e                     | AP Hotels & Resorts-Tavira-SC Farense | Portugal               | + 17 min 30 s          |
| modifier               |                                       |                        |                        |

### 10eétape
Lisbonne - Lisbonne : 16,70 km
| Classement de la 10e étape | Classement de la 10e étape | Classement de la 10e étape | Classement de la 10e étape            | Classement de la 10e étape |
|                            | Coureur                    | Pays                       | Équipe                                | Temps                      |
| -------------------------- | -------------------------- | -------------------------- | ------------------------------------- | -------------------------- |
| 1er                        | Rafael Reis                | Portugal                   | Anicolor-Tien 21                      | en 18 min 55 s             |
| 2e                         | Artem Nych                 | Russie                     | Anicolor-Tien 21                      | + 15 s                     |
| 3e                         | Tyler Stites               | États-Unis                 | Caja Rural-Seguros RGA                | + 27 s                     |
| 4e                         | Emanuel Duarte             | Portugal                   | Credibom-LA Alumínios-Marcos Car      | + 28 s                     |
| 5e                         | Tiago Antunes              | Portugal                   | Efapel Cycling                        | + 40 s                     |
| 6e                         | Zac Marriage               | Australie                  | Israel Premier Tech Academy           | + 44 s                     |
| 7e                         | Edgar Cadena               | Mexique                    | Petrolike                             | + 46 s                     |
| 8e                         | Byron Munton               | Afrique du Sud             | Feirense-Beeceler                     | + 48 s                     |
| 9e                         | Miguel Salgueiro           | Portugal                   | AP Hotels & Resorts-Tavira-SC Farense | + 51 s                     |
| 10e                        | Alexis Guérin              | France                     | Anicolor-Tien 21                      | + 52 s                     |
| modifier                   |                            |                            |                                       |                            |

## Classements

### Classement général final
| Classement général | Classement général | Classement général | Classement général                    | Classement général  |
|                    | Coureur            | Pays               | Équipe                                | Temps               |
| ------------------ | ------------------ | ------------------ | ------------------------------------- | ------------------- |
| 1er                | Artem Nych         | Russie             | Anicolor-Tien 21                      | en 38 h 31 min 46 s |
| 2e                 | Alexis Guérin      | France             | Anicolor-Tien 21                      | + 1 min 15 s        |
| 3e                 | Byron Munton       | Afrique du Sud     | Feirense-Beeceler                     | + 1 min 51 s        |

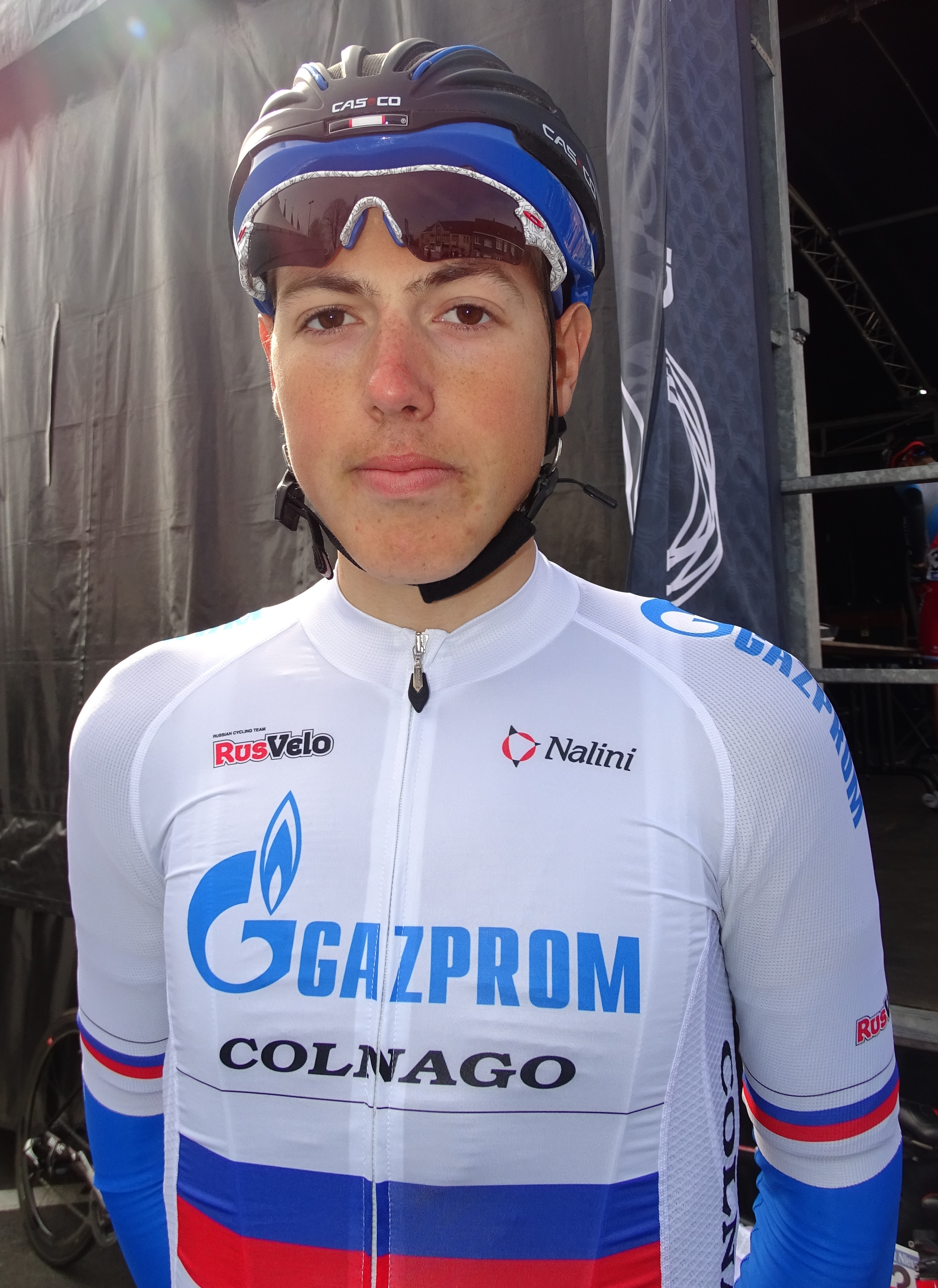
Artem Nych, le vainqueur du Tour du Portugal 2025.

| 4e                 | Jesús David Peña   | Colombie           | AP Hotels & Resorts-Tavira-SC Farense | + 2 min 24 s        |
| 5e                 | Tiago Antunes      | Portugal           | Efapel Cycling                        | + 3 min 14 s        |
| 6e                 | Pedro Silva        | Portugal           | Anicolor-Tien 21                      | + 4 min 32 s        |
| 7e                 | Edgar Cadena       | Mexique            | Petrolike                             | + 4 min 42 s        |
| 8e                 | Emanuel Duarte     | Portugal           | Credibom-LA Alumínios-Marcos Car      | + 4 min 45 s        |
| 9e                 | Lucas Lopes        | Portugal           | Rádio Popular-Paredes-Boavista        | + 5 min 30 s        |
| 10e                | Adrián Bustamante  | Colombie           | GI Group Holding-Simoldes-UDO         | + 5 min 31 s        |
| modifier           |                    |                    |                                       |                     |

### Classements annexes finals

#### Classement par points
| Classement par points | Classement par points | Classement par points | Classement par points                 | Classement par points |
| --------------------- | --------------------- | --------------------- | ------------------------------------- | --------------------- |
|                       | Coureur               | Pays                  | Équipe                                | Point(s)              |
| 1er                   | Nicolás Tivani        | Argentine             | Aviludo-Louletano-Loulé               | 130 points            |
| 2e                    | Artem Nych            | Russie                | Anicolor-Tien 21                      | 66 pts                |
| 3e                    | Francisco Campos      | Portugal              | AP Hotels & Resorts-Tavira-SC Farense | 65 pts                |
| 4e                    | Pau Martí             | Espagne               | Israel Premier Tech Academy           | 64 pts                |
| 5e                    | Brady Gilmore         | Australie             | Israel Premier Tech Academy           | 61 pts                |
| modifier              |                       |                       |                                       |                       |

#### Classement de la montagne
| Classement de la montagne | Classement de la montagne | Classement de la montagne | Classement de la montagne        | Classement de la montagne |
| ------------------------- | ------------------------- | ------------------------- | -------------------------------- | ------------------------- |
|                           | Coureur                   | Pays                      | Équipe                           | Point(s)                  |
| 1er                       | Hugo Nunes                | Portugal                  | Credibom-LA Alumínios-Marcos Car | 70 points                 |
| 2e                        | Nicolás Tivani            | Argentine                 | Aviludo-Louletano-Loulé          | 65 pts                    |
| 3e                        | Alexis Guérin             | France                    | Anicolor-Tien 21                 | 41 pts                    |
| 4e                        | Artem Nych                | Russie                    | Anicolor-Tien 21                 | 41 pts                    |
| 5e                        | Gonçalo Leaça             | Portugal                  | Credibom-LA Alumínios-Marcos Car | 40 pts                    |
| modifier                  |                           |                           |                                  |                           |

#### Classement du meilleur jeune
| Classement général du meilleur jeune | Classement général du meilleur jeune | Classement général du meilleur jeune | Classement général du meilleur jeune | Classement général du meilleur jeune |
|                                      | Coureur                              | Pays                                 | Équipe                               | Temps                                |
| ------------------------------------ | ------------------------------------ | ------------------------------------ | ------------------------------------ | ------------------------------------ |
| 1er                                  | Lucas Lopes                          | Portugal                             | Rádio Popular-Paredes-Boavista       | en 38 h 37 min 16 s                  |
| 2e                                   | Zac Marriage                         | Australie                            | Israel Premier Tech Academy          | + 23 s                               |
| 3e                                   | Jack Makohon                         | États-Unis                           | Team Skyline                         | + 15 min 22 s                        |
| 4e                                   | Pau Martí                            | Espagne                              | Israel Premier Tech Academy          | + 18 min 43 s                        |
| 5e                                   | Jan Kino                             | Belgique                             | Atom 6 Bikes-Decca Continental Team  | + 41 min 19 s                        |
| modifier                             |                                      |                                      |                                      |                                      |

#### Classement par équipes

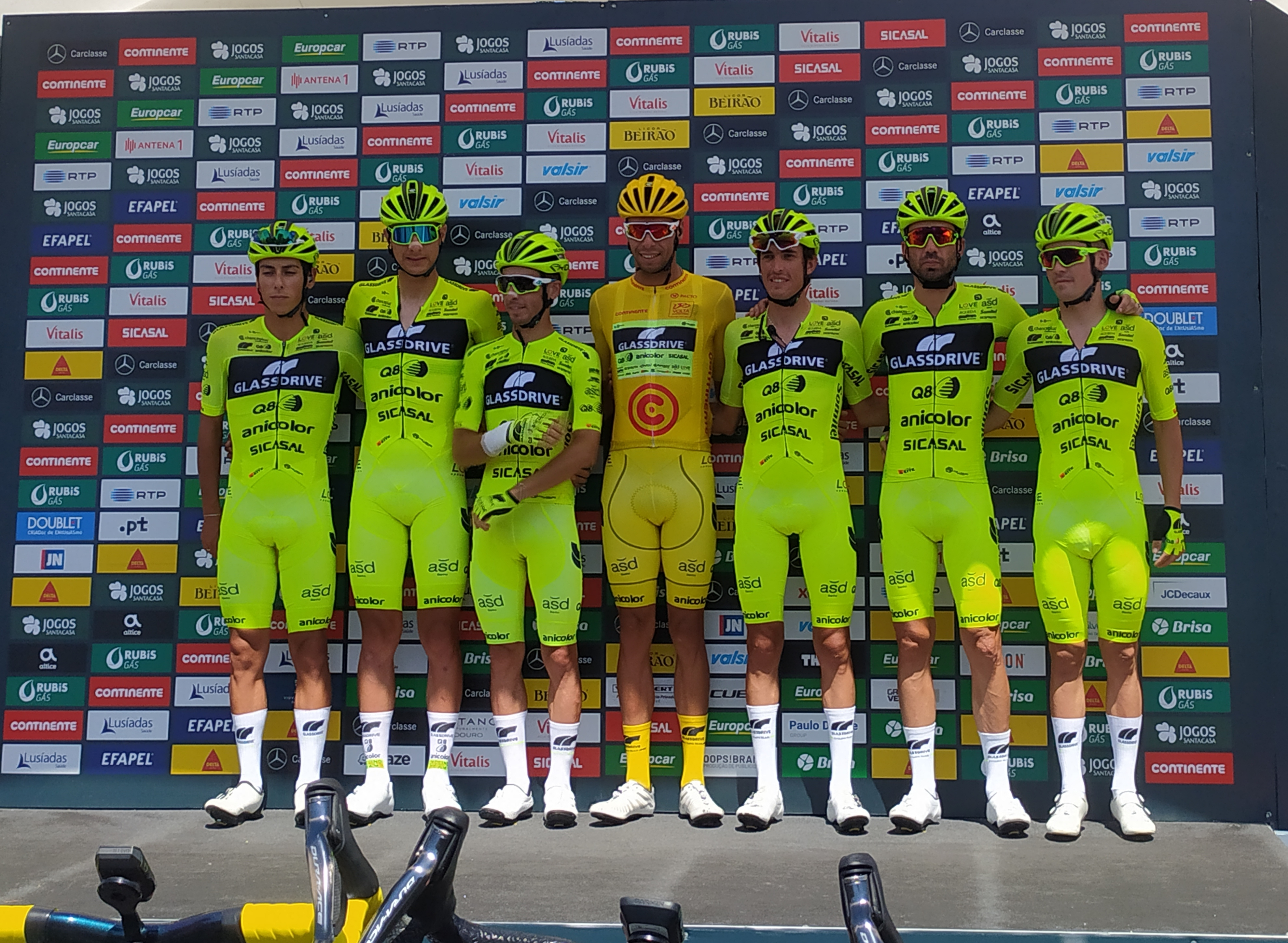
Glassdrive-Q8-Anicolor
Le vainqueur du classement par équipes.

| Classement par équipes | Classement par équipes                | Classement par équipes | Classement par équipes |
|                        | Équipe                                | Pays                   | Temps                  |
| ---------------------- | ------------------------------------- | ---------------------- | ---------------------- |
| 1re                    | Anicolor-Tien 21                      | Portugal               | en 115 h 37 min 18 s   |
| 2e                     | Efapel Cycling                        | Portugal               | + 13 min 40 s          |
| 3e                     | AP Hotels & Resorts-Tavira-SC Farense | Portugal               | + 19 min 42 s          |
| 4e                     | GI Group Holding-Simoldes-UDO         | Portugal               | + 20 min 57 s          |
| 5e                     | Credibom-LA Alumínios-Marcos Car      | Portugal               | + 26 min 42 s          |
| modifier               |                                       |                        |                        |

### Évolution des classements
| Étape              | Vainqueur          | Classement général | Classement par points | Classement de la montagne | Classement du meilleur jeune | Classement par équipes |
| ------------------ | ------------------ | ------------------ | --------------------- | ------------------------- | ---------------------------- | ---------------------- |
| Prologue           | Rafael Reis        | Rafael Reis        | non attribué          | non attribué              | Jens Verbrugghe              | Anicolor/Tien 21       |
| 1re étape          | Nicolás Tivani     | Rafael Reis        | Nicolás Tivani        | Nicolás Tivani            | Pau Martí                    | Anicolor/Tien 21       |
| 2e étape           | Pau Martí          | Pau Martí          | Pau Martí             | Nicolás Tivani            | Pau Martí                    | Anicolor/Tien 21       |
| 3e étape           | Hugo Nunes         | Pau Martí          | Hugo Nunes            | Hugo Nunes                | Pau Martí                    | Anicolor/Tien 21       |
| 4e étape           | Byron Munton       | Artem Nych         | Hugo Nunes            | Hugo Nunes                | Lucas Lopes                  | Anicolor/Tien 21       |
| 5e étape           | Brady Gilmore      | Artem Nych         | Iúri Leitão           | Hugo Nunes                | Lucas Lopes                  | Anicolor/Tien 21       |
| 6e étape           | Brady Gilmore      | Artem Nych         | Iúri Leitão           | Hugo Nunes                | Lucas Lopes                  | Anicolor/Tien 21       |
| 7e étape           | Jonathan Caicedo   | Artem Nych         | Iúri Leitão           | Hugo Nunes                | Lucas Lopes                  | Anicolor/Tien 21       |
| 8e étape           | Rotem Tene         | Artem Nych         | Nicolás Tivani        | Hugo Nunes                | Lucas Lopes                  | Anicolor/Tien 21       |
| 9e étape           | Nicolás Tivani     | Artem Nych         | Nicolás Tivani        | Hugo Nunes                | Lucas Lopes                  | Anicolor/Tien 21       |
| 10e étape          | Rafael Reis        | Artem Nych         | Nicolás Tivani        | Hugo Nunes                | Lucas Lopes                  | Anicolor/Tien 21       |
| Classements finals | Classements finals | Artem Nych         | Nicolás Tivani        | Hugo Nunes                | Lucas Lopes                  | Anicolor/Tien 21       |

## Liste des participants
- Liste de départ complète

| Légende                                    | Légende                                                                                         | Légende                                | Légende                                                                                                  |
| ------------------------------------------ | ----------------------------------------------------------------------------------------------- | -------------------------------------- | --- |
| Num                                        | Dossard de départ porté par le coureur sur ce Tour du Portugal                                  | Pos                                    | Position finale au classement général                                                                    |
| Leader du classement général               | Indique le vainqueur du classement général                                                      | Leader du classement par points        | Indique le vainqueur du classement par points                                                            |
| Leader du classement de la montagne        | Indique le vainqueur du classement de la montagne                                               | Leader du classement du meilleur jeune | Indique le vainqueur du classement du meilleur jeune                                                     |
| Leader du classement du meilleur Portugais | Indique le vainqueur du classement du meilleur Portugais                                        |                                        | Indique un maillot de champion national ou mondial, suivi de sa spécialité                               |
| #                                          | Indique la meilleure équipe                                                                     | NP                                     | Indique un coureur qui n'a pas pris le départ d'une étape, suivi du numéro de l'étape où il s'est retiré |
| AB                                         | Indique un coureur qui n'a pas terminé une étape, suivi du numéro de l'étape où il s'est retiré | HD                                     | Indique un coureur qui a terminé une étape hors des délais, suivi du numéro de l'étape                   |
| DSQ                                        | Indique un coureur qui a été disqualifié de la course, suivi du numéro de l'étape               | *                                      | Indique un coureur en lice pour le classement du meilleur jeune (coureurs nés après le 1er janvier 2002) |

| Anicolor-Tien 21 ATI              | Anicolor-Tien 21 ATI    | Anicolor-Tien 21 ATI |
| --------------------------------- | ----------------------- | -------------------- |
| Num                               | Coureur                 | Pos                  |
| 1                                 | Artem Nych (RUS) -      | -                    |
| 2                                 | Rubén Fernández (ESP) - | -                    |
| 3                                 | Fábio Costa (POR) -     | -                    |
| 4                                 | Pedro Silva (POR) -     | -                    |
| 5                                 | Harrison Wood (GBR) -   | -                    |
| 6                                 | Rafael Reis (POR) -     | -                    |
| 7                                 | Alexis Guérin (FRA) -   | -                    |
| Directeur sportif : Rúben Pereira |                         |                      |

| Caja Rural-Seguros RGA CJR                | Caja Rural-Seguros RGA CJR  | Caja Rural-Seguros RGA CJR |
| ----------------------------------------- | --------------------------- | -------------------------- |
| Num                                       | Coureur                     | Pos                        |
| 11                                        | Iúri Leitão (POR) -         | -                          |
| 12                                        | Julen Arriolabengoa (ESP) - | -                          |
| 13                                        | Joseba López (ESP) -        | -                          |
| 14                                        | Calum Johnston (GBR) -      | -                          |
| 15                                        | Francisco Peñuela (VEN) -   | -                          |
| 16                                        | Tyler Stites (USA) -        | -                          |
| 17                                        | Álex Díaz (ESP) -           | -                          |
| Directeur sportif : Juan Manuel Hernandez |                             |                            |

| Israel-Premier Tech ISR         | Israel-Premier Tech ISR  | Israel-Premier Tech ISR |
| ------------------------------- | ------------------------ | ----------------------- |
| Num                             | Coureur                  | Pos                     |
| 21                              | Zac Marriage* (AUS) -    | -                       |
| 22                              | Brady Gilmore (AUS) -    | -                       |
| 23                              | Moritz Kretschy* (ALL) - | -                       |
| 24                              | Daniel Lima* (POR) -     | -                       |
| 25                              | Pau Martí* (ESP) -       | -                       |
| 26                              | Jens Verbrugghe* (BEL) - | AB-4                    |
| 27                              | Rotem Tene* (ISR) -      | -                       |
| Directeur sportif : Steve Bauer |                          |                         |

| Petrolike PTL                     | Petrolike PTL                  | Petrolike PTL |
| --------------------------------- | ------------------------------ | ------------- |
| Num                               | Coureur                        | Pos           |
| 31                                | Jonathan Caicedo (ECU) -       | -             |
| 32                                | Edgar Cadena (MEX) -           | -             |
| 33                                | Alejandro Callejas (COL) -     | -             |
| 34                                | Cesar Cisneros (MEX) -         | -             |
| 35                                | Carlos Alfonso García* (MEX) - | -             |
| 36                                | Yeferson Camargo* (COL) -      | -             |
| 37                                | Andrii Ponomar* (UKR) -        |               |
| Directeur sportif : Marco Bellini |                                |               |

| AP Hotels & Resorts-Tavira-SC Farense ATF | AP Hotels & Resorts-Tavira-SC Farense ATF | AP Hotels & Resorts-Tavira-SC Farense ATF |
| ----------------------------------------- | ----------------------------------------- | ----------------------------------------- |
| Num                                       | Coureur                                   | Pos                                       |
| 41                                        | Afonso Silva (POR) -                      | -                                         |
| 42                                        | Miguel Salgueiro (POR) -                  | -                                         |
| 43                                        | Diogo Barbosa (POR) -                     | -                                         |
| 44                                        | Francisco Campos (POR) -                  | -                                         |
| 45                                        | Ailetz Lasa (ESP) -                       | -                                         |
| 46                                        | Diogo Pinto* (POR) -                      | -                                         |
| 47                                        | Jesús David Peña (COL) -                  | -                                         |
| Directeur sportif : Vidal Fitas           |                                           |                                           |

| Project Echelon Racing PEC         | Project Echelon Racing PEC | Project Echelon Racing PEC |
| ---------------------------------- | -------------------------- | -------------------------- |
| Num                                | Coureur                    | Pos                        |
| 51                                 | Kieran Haug* (USA) -       | -                          |
| 52                                 | Richard Arnopol (USA) -    | -                          |
| 53                                 | Sam Boardman (USA) -       | -                          |
| 54                                 | Cade Bickmore (USA) -      | -                          |
| 55                                 | Caleb Classen (USA) -      | -                          |
| 56                                 | Laurent Gervais (CAN) -    | -                          |
| 57                                 | Hugo Scala Jr. (USA) -     | -                          |
| Directeur sportif : Isaiah Newkirk |                            |                            |

| Aviludo-Louletano-Loulé ALL       | Aviludo-Louletano-Loulé ALL | Aviludo-Louletano-Loulé ALL |
| --------------------------------- | --------------------------- | --------------------------- |
| Num                               | Coureur                     | Pos                         |
| 61                                | Nicolás Tivani (ARG) -      | -                           |
| 62                                | Tomás Contte (ARG) -        | -                           |
| 63                                | Jesús del Pino (ESP) -      | -                           |
| 64                                | David Domínguez (ESP) -     | -                           |
| 65                                | Carlos Oyarzún (CHI) -      | -                           |
| 66                                | Claudio Leal* (POR) -       | -                           |
| 67                                | Jorge Galvez (ESP) -        | -                           |
| Directeur sportif : Américo Silva |                             |                             |

| Tavfer-Ovos Matinados-Mortágua TAV | Tavfer-Ovos Matinados-Mortágua TAV | Tavfer-Ovos Matinados-Mortágua TAV |
| ---------------------------------- | ---------------------------------- | ---------------------------------- |
| Num                                | Coureur                            | Pos                                |
| 71                                 | João Matias (POR) -                | -                                  |
| 72                                 | Bruno Silva (POR) -                | -                                  |
| 73                                 | Leangel Linarez (VEN) -            | -                                  |
| 74                                 | Francisco Morais (POR) -           | -                                  |
| 75                                 | Gonçalo Carvalho (POR) -           | -                                  |
| 76                                 | César Martingil (POR) -            | -                                  |
| 77                                 | Ángel Sánchez (ESP) -              | -                                  |
| Directeur sportif : Pedro Silva    |                                    |                                    |

| Atom 6 Bikes-Decca Continental A6D | Atom 6 Bikes-Decca Continental A6D | Atom 6 Bikes-Decca Continental A6D |
| ---------------------------------- | ---------------------------------- | ---------------------------------- |
| Num                                | Coureur                            | Pos                                |
| 81                                 | Oliver Bleddyn* (Aus) -            | -                                  |
| 82                                 | Matthew King (GBR) -               | -                                  |
| 83                                 | Jan Kino* (BEL) -                  | -                                  |
| 84                                 | Angus Miller* (Aus) -              | -                                  |
| 85                                 | Jeremy Smith (Aus) -               | -                                  |
| 86                                 | Bogdan Zabelinskiy (CHY) -         | -                                  |
| 87                                 | Matthew May (GBR) -                | -                                  |
| Directeur sportif : -              |                                    |                                    |

## Aspects extra-sportifs

### Partenaires
- Le diffuseur officiel est la chaine portugaise RTP.

- Le partenaire principal est l'enseigne portugaise Continente.

- Les partenaires officiels pour les maillots sont :
  - Galp pour le maillot du classement par points
  - Paredes - Rota dos Móveis pour le maillot du meilleur grimpeur
  - PLACARD pour le maillot du meilleur jeune

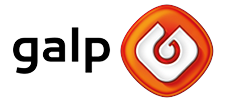